# Vivien Merchant
Vivien Merchant, född Ada Thompson 22 juli 1929 i Manchester, Lancashire, död 3 oktober 1982 i London, var en brittisk skådespelerska.

## Utmärkelser
Merchant vann British Academy Television Award for Best Actress 1964.

## Roller i urval
- 1966 – Fallet Alfie
- 1969 – De blodiga sköldarna
- 1972 – Frenzy
- 1972 – Övergreppet
- 1973 – Hemkomsten
- 1974 – Jungfrulek
- 1977 – Hemliga armén (TV-serie) (1 avsnitt)
- 1977 – Mannen med järnmasken